# Das Geheimnis des gelben Zimmers (Film)
Das Geheimnis des gelben Zimmers ist ein französisch-belgischer Kriminalfilm von Bruno Podalydès aus dem Jahr 2003. Er beruht auf dem (im Original) gleichnamigen Roman von Gaston Leroux.

## Handlung
Die französische Presse berichtet von einem unglaublichen Mordversuch: Mathilde, die Tochter des Wissenschaftlers Stangerson, wäre beinahe in ihrem gelben Zimmer ermordet worden. Erstaunlich an dem Fall ist, dass der Täter zwar eindeutige Spuren hinterlassen hat, aber keine ersichtliche Fluchtmöglichkeit hatte und trotzdem entkommen ist. Der Untersuchung des Falls hat sich der berühmte Ermittler Frédéric Larsan angenommen. Mit dem Untersuchungsrichter De Marquet erscheint auch Reporter Joseph Rouletabille mit seinem Assistenten Sainclair am Tatort. Er setzt sich zum Ziel, den Fall vor Larsan zu klären.
Die Untersuchung des gelben Zimmers ergibt keine neuen Erkenntnisse. Im Raum herrscht Durcheinander, Möbel wurden anscheinend im Kampf umgeworfen, ein blutiger Handabdruck an der Wand stammt vom Täter. Es findet sich zudem ein schwerer Knochen, mit dem Mathilde anscheinend niedergeschlagen wurde. Der Vater und andere Angestellte hörten in der Nacht zwei Schüsse, die Mathilde auf den Täter abgegeben haben könnte. Mathilde wiederum fand sich mit einer tiefen Kopfverletzung ohnmächtig am Boden, als es den Angestellten gelungen war, die Tür aufzubrechen. Der Täter konnte weder durch die Tür, die während der Geschehnisse ständig besetzt war, fliehen, noch durch die vergitterten Fenster. Als Täter infrage kommen verschiedene Angestellte, die jedoch alle ein Alibi haben. Neben dem Vater, seinem Mitarbeiter Jacques und dem Haushälterehepaar Bernier hält sich nur Mathildes Verlobter, Robert Darzac, und der Jagdaufseher auf dem Anwesen auf.
Neben den Berniers hält Larsan vor allem Darzac für den Täter, was Joseph wiederum ausschließt. Er erfährt von Darzac, dass der Täter in der kommenden Nacht erneut versuchen werde, Mathilde zu töten. Darzac muss nach Paris reisen, kann Mathilde also nicht beschützen. Joseph behält die Nachricht Darzacs für sich, trifft jedoch Vorkehrungen. Er organisiert mit seinem Assistenten eine Bewachung von Mathildes Zimmer. Kurz vor dem geplanten Mord an Mathilde nimmt Joseph eine Einladung Larsans an, mit ihm zu Abend zu essen. Beide trinken Wein, während Josephs Assistent nüchtern bleiben will. Während des Essens bricht Larsan schlafend zusammen und die beiden Journalisten nehmen an, dass etwas im Essen gewesen sein muss, um auch sie auszuschalten. Während Sainclair wie besprochen seinen Beobachtungsposten im Flur vor Mathildes Zimmer einnimmt, schläft Joseph in seinem Zimmer ein. Sainclair sieht eine Gestalt in Mathildes Zimmer verschwinden und alarmiert schließlich Joseph. Dieser steigt über eine Leiter zu Mathildes Zimmer hoch und sieht im Raum eine Gestalt mit Schweißermaske. Er organisiert die Hilfe von Jacques, Larsan und Sainclair, die dem Täter den Weg abschneiden sollen. Dennoch kann der Täter, von Joseph aufgescheucht, entkommen. Als er über den Hof läuft, schießt Sainclair auf ihn. Im Hof finden sie schließlich die Leiche des Jagdaufsehers, der allerdings mit einem Messerstich ins Herz getötet wurde.
Weil Darzac an dem Tag nachweislich nicht nach Paris gereist ist, sondern unweit von Mathildes Anwesen aus dem Zug ausgestiegen ist, wird er als Tatverdächtiger verhaftet. Joseph weiß, wer der Täter ist, und kündigt eine größere Reise nach Amerika an, auf der er Beweise sammeln will. Zur erneuten Tatortbegehung will er zurück sein. Tatsächlich erscheint er mit Beweisen, die er den Anwesenden jedoch erst fünf Stunden nach seiner Ankunft präsentiert: Larsan selbst war der Täter, wurde von ihm jedoch schon bei seiner Ankunft der Täterschaft bezichtigt, so dass er fliehen konnte. Da Joseph kein Interesse an dessen Festnahme hat, um die nicht er, sondern die Polizei sich kümmern soll, wartet er den Zeitpunkt ab, zu dem Larsan bereits sicher in Paris angekommen ist. Joseph erklärt den Anwesenden, dass es sich bei Larsan in Wirklichkeit um den Trickbetrüger Jean Ballmeyer handelt, der mit Mathilde in Amerika einst ein Verhältnis hatte. Ballmeyer wurde von Mathildes Vater als Bräutigam abgelehnt und auch Mathilde wandte sich von ihm ab, als sie von seinem kriminellen Hintergrund erfuhr. Ballmeyer jedoch war verrückt nach Mathilde und wollte sie nun dazu bringen, mit ihm zurück nach Amerika zu kommen. Im gelben Zimmer hatte sich bereits vor der bekanntgewordenen Tat ein Mordversuch abgespielt. Ballmeyer hatte Mathilde gewürgt und war von ihr in die Hand geschossen worden. Später am Abend hatte sich kein zweiter Mordanschlag ereignet – Mathilde hatte von der Tat am Nachmittag geträumt und war in ihrer daraufhin entstandenen Panik ohnmächtig auf eine Schrankkante gefallen. Der Schrank fiel um und ein Schuss aus der darauf liegenden Pistole löste sich. Auch in der Folge konnte Ballmeyer alias Larsan stets unbemerkt mit Mathilde in Kontakt kommen und gleichzeitig aktiv an den Ermittlungen teilnehmen. Joseph kam ihm auf die Schliche, weil er alle anderen Personen einmal mit dem verkleideten Täter gesehen hatte, nur Larsan nicht. Seine Vermutung, dass Larsan ein Doppelleben führte, bestätigte sich auf seiner Reise durch Amerika. Joseph beendet seine Erklärung über den Täter, die als logisch akzeptiert wird. Darzac kommt frei. Joseph hat jedoch nicht erzählt, dass Mathilde und Ballmeyer ein gemeinsames Kind haben. Er kehrt allein in Mathildes Zimmer zurück und riecht dort einen betörenden Parfümduft, der ihm merkwürdig vertraut vorkommt. Kurz darauf hört man aus Mathildes Zimmer Schreie.

## Produktion

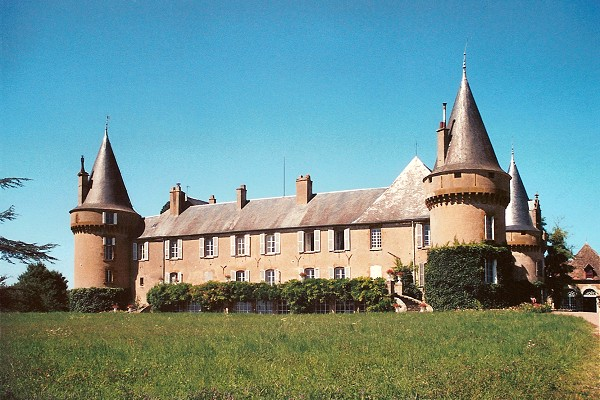
Schloss de Villemolin, der Drehort des Films

Das Geheimnis des gelben Zimmers beruht auf dem gleichnamigen Roman von Gaston Leroux, der zudem den Beginn einer Romanreihe um den Reporter Joseph Rouletabille darstellte. Der Film wurde vor allem auf Schloss de Villemolin in Anthien gedreht. Die Kostüme schuf Dorothée Guiraud, die Filmbauten stammten von François Emmanuelli.
Der Film kam am 11. Juni 2003 in die französischen Kinos, wo er von 845.693 Zuschauern gesehen wurde. Im deutschen Fernsehen wurde er erstmals am 10. September 2009 von arte gezeigt.
Die Hauptrolle des Joseph Rouletabille besetzte Bruno Podalydès mit seinem jüngeren Bruder Denis. Auch in seiner zweiten Leroux-Verfilmung Das Parfüm der Dame in Schwarz aus dem Jahr 2005 besetzte er die Rolle von Rouletabille mit ihm.

## Kritiken
Für den film-dienst ist Das Geheimnis des gelben Zimmers eine „stimmungsvolle Verfilmung eines Kriminalromans von Gaston Leroux, […] die zwar ein wenig zu lang geraten ist, letztlich aber Freunde gemäßigter Kriminalunterhaltung zu überzeugen versteht.“
Cinema nannte den Film eine „flotte, schick ausgestattete Killerhatz“ und einen „nostalgisch-schicke[n] Krimi zum Miträtseln“.